# Thomas Bertolini
Thomas Bertolini (* 10. Juli 1988 in Rovereto) ist ein ehemaliger italienischer Radrennfahrer.
Thomas Bertolini gewann 2006 bei der Junioren-Europameisterschaft in Valkenburg die Silbermedaille im Straßenrennen. Im nächsten Jahr gewann er bei der Tour de Berlin die erste Etappe und auf dem zweiten Teilstück wurde er Dritter. Außerdem war er bei dem Eintagesrennen Memorial Fausto Coppi erfolgreich. Von 2009 bis 2010 fuhr Bertolini für das Professional Continental Team Serramenti PVC Diquigiovanni und beendete seine Karriere nach der Saison 2012 bei Farnese Vini-Selle Italia.

## Erfolge
2007
- eine Etappe Tour de Berlin

## Teams
- 2009 Serramenti PVC Diquigiovanni-Androni Giocattoli
- 2010 Androni Giocattoli-Serramenti PVC Diquigiovanni
- 2011 Farnese Vini-Neri Sottoli (ab 1. August)
- 2012 Farnese Vini-Selle Italia